# Protists
Els protists (Protista) o protoctists són un grup divers d'organismes eucariotes d'estructures molt simples, que inclou els protozous i les algues. El grup dels protists s'incloïa com a regne en el model dels cinc regnes. Avui, aquest model es considera superat segons la taxonomia actual. No obstant això, per raons històriques i per conveniència, els llibres de text a Catalunya i en altres llocs del món continuen descrivint-lo. Els protists no tenen gaire cosa en comú a part d'una organització relativament senzilla: o bé són unicel·lulars o bé són pluricel·lulars sense teixits especialitzats. Aquesta organització cel·lular simple diferencia els protists de la resta d'eucariotes, com ara els fongs, els animals i les plantes. La majoria d'organismes eucariotes unicel·lulars són protists.
El regne Protista fou utilitzat originalment el 1866 per Ernst Haeckel. Els protists eren subdividits tradicionalment en diversos grups segons les seves semblances als regnes "superiors": els protozous unicel·lulars, semblants als animals; els protofitins, majoritàriament algues unicel·lulars semblants a les plantes; i els mixomicets i oomicets, semblants als fongs. Com que aquests grups sovint s'encavalquen, han estat substituïts per classificacions basades en la filogènia. Tanmateix, encara resulten útils com a noms informals per descriure la morfologia i ecologia dels protists.
Els protists viuen en gairebé qualsevol medi que contingui aigua líquida. Molts protists, com ara les algues, són fotosintètics i són productors primaris essencials dels ecosistemes, especialment a l'oceà, on formen part del plàncton. Altres protists, com ara els cinetoplàstids i els apicomplexos, són la causa d'una varietat de malalties humanes greus, com ara la malària i la malaltia del son.

## Classificació

### Classificacions històriques
La primera separació dels protists de la resta d'organismes es produí a la dècada del 1820, quan el biòleg alemany Georg A. Goldfuss encunyà el terme "protozou" per referir-se a organismes com ara els ciliats i els coralls. Aquest grup fou expandit el 1845 per incloure-hi tots els "animals unicel·lulars" com ara els foraminífers i les amebes. La categoria taxonomòmica formal Protoctista fou proposada per primera vegada a principis de la dècada del 1860 per John Hogg, que argumentava que els protists havien d'incloure el que ell considerava formes primitives unicel·lulars de les plantes i els animals. Definí els protoctists com a "quart regne de la natura", afegint-lo als regnes aleshores tradicionals de les plantes, els animals i els minerals. El regne dels minerals fou posteriorment eliminat de la taxonomia per Ernst Haeckel, deixant les plantes, els animals, i els protists com a "regne de les formes primitives".
Herbert Copeland ressuscità el nom de Hogg gairebé un segle més tard, argumentant que Protoctista significava literalment "primers éssers establerts". Copeland es queixava que el terme Protista de Haeckel incloïa microbis anucleats com ara els bacteris. L'ús de Copeland del terme Protoctista no els incloïa. En canvi, el terme de Copeland incloïa eucariotes nucleats com ara les diatomees, les algues verdes i els fongs. Aquesta classificació fou la base de la posterior definició de Whittaker dels fongs, animals, plantes i protists com els quatre regnes de la vida. El regne Protista fou modificat més tard per separar els procariotes en el regne separat de les moneres, deixant els protists com una agrupació de microorganismes eucariotes. Aquests cinc regnes continuaren formant la classificació acceptada fins al desenvolupament de la filogènia molecular a finals del segle xx, quan es feu evident que ni els protists ni les moneres eren grups individuals de microorganismes relacionats (no eren monofilètics).

### Classificacions modernes
Actualment, el terme "protist" es fa servir per referir-se a eucariotes unicel·lulars que o bé existeixen com a cèl·lules independents o bé, si viuen en colònies, no presenten diferenciació en teixits. El terme "protozou" es fa servir per referir-se a espècies heteròtrofes de protists que no formen filaments. Cap d'aquests termes no es fa servir en la taxonomia actual, i només se'ls conserva com a manera convenient de referir-se a aquests organismes.
La taxonomia dels protists encara està en flux. Les classificacions noves intenten presentar grups monofilètics basant-se en la ultraestructura, la bioquímica i la genètica. Com que els protists en conjunt són parafilètics, aquests sistemes solen fragmentar o abandonar el regne, tractant els grups de protists com a llinatges separats d'eucariotes. El sistema recent d'Adl et al. (2005) és un exemple que no es molesta amb categories taxonòmiques formals, sinó que categoritza els organismes en llistes jeràrquiques. Això està pensat per fer que la classificació sigui més estable a llarg termini i més fàcil d'actualitzar.

## Metabolisme
Els protists obtenen i digereixen nutrients mitjançant un complex sistema d'adquisició i assimilació. Molts protists també s'alimenten de bacteris; aquests organismes embolcallen el seu aliment i el digereixen a l'interior. Estenen la seva paret i membrana cel·lular al voltant de l'aliment per tal de formar un vacúol alimentari. Aleshores, aquest vacúol és introduït a la cèl·lula mitjançant endocitosi (sovint fagocitosi, a vegades pinocitosi).
La nutrició varia entre diferents tipus de protists. En els flagel·lats, per exemple, a vegades hi pot haver alimentació per filtratge, en què els flagels troben la presa.
| Tipus de nutrició | Font d'energia     | Font de carboni                          | Exemples                            |
| ----------------- | ------------------ | ---------------------------------------- | ----------------------------------- |
| Fotòtrofs         | Llum solar         | Compostos orgànics o fixació del carboni | Algae, Dinoflagellata o Euglena     |
| Organòtrofs       | Compostos orgànics | Compostos orgànics                       | Apicomplexa, Trypanosomes o Amoebae |

## Protists patògens
Alguns protists són patògens importants de plantes i animals. En són exemples Plasmodium falciparum, que provoca la malària en els humans, o Phytophthora infestans, que causa el míldiu de la patata. Un coneixement més aprofundit de la biologia dels protists podria permetre un tractament més eficaç d'aquestes malalties.

## Grups de protists
Tot i que els protists no formen un grup taxonòmic autèntic (un "clade"), hi ha alguns grups que hi han estat assignats tradicionalment.

### Cromistes

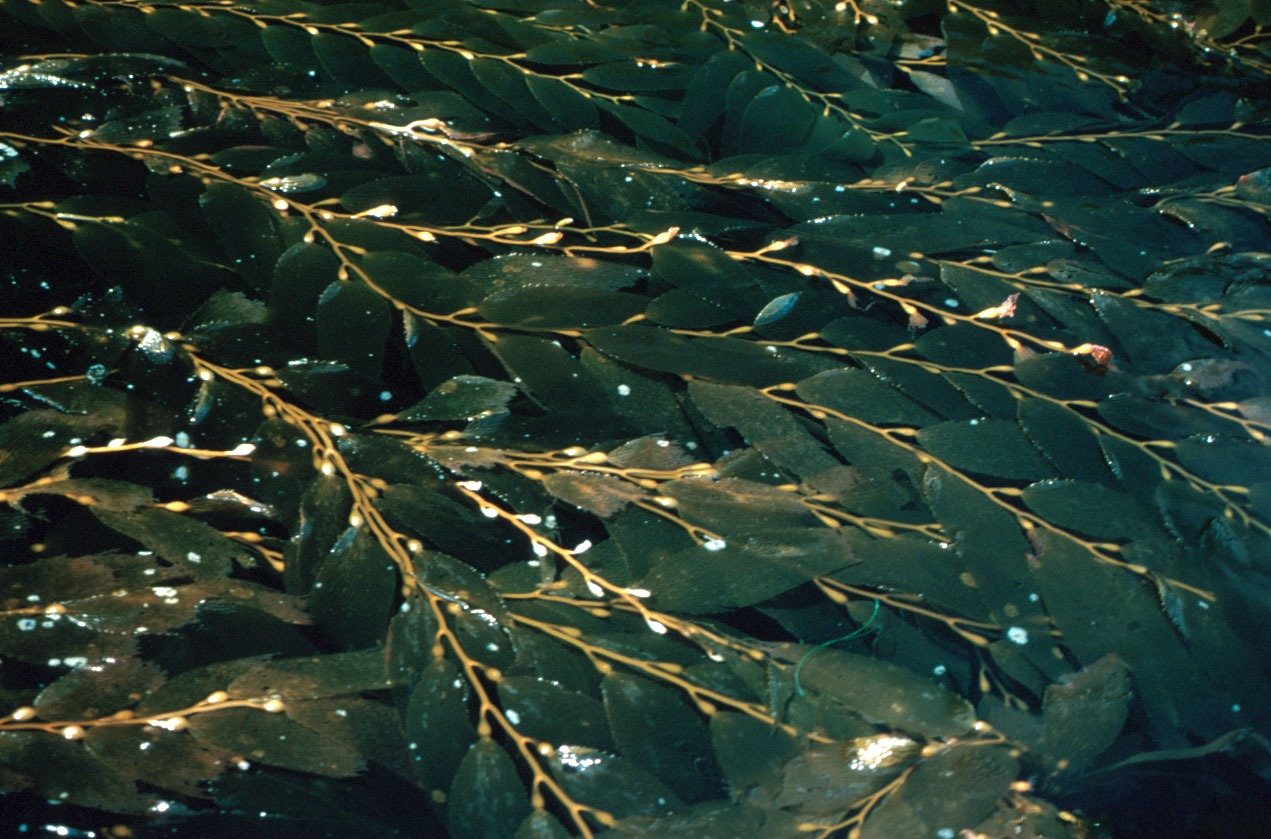
Macrocystis pyrifera, un feòfit.

El grup dels cromistes (Chromista) inclou totes les algues amb cloroplasts que contenen les clorofil·les a i c, així com diverses espècies sense acolorir íntimament relacionades amb elles. El seu nom significat "colorits". Aquests estan envoltats per quatre membranes que se suposa que han estat adquirids d'un rodòfit.
El nom de cromistes va ser introduït per Cavalier-Smith l'any 1981; els noms anteriors de cromòfits i cromobionts es refereixen aproximadament al mateix grup. Els arbres moleculars han tingut alguns problemes a l'hora d'establir les relacions entre els tres grups dels cromistes (heteroconts, haptòfits i criptòfits). Ara s'està establint la idea que és un tàxon parafilètic amb els alveolats.

#### Heteroconts
Els heteroconts (Heterokontophyta) són una de les línies principals de cromalveolats, amb prop de 10.500 espècies. Moltes són algues, des de les gegants multicel·lulares (les laminarials) de lesdiatomees unicel·lulars, que són components primaris del plàncton. Altres membres notables són els oomicets (generalment paràsits), que superficialment semblen fongs i que inclouen el gènere Phytophthora, responsable de la plaga que va assolar els cultius de patata a Irlanda en el segle xix produint una gran fam, i el gènere Pythium que ocasiona la putrefacció de les llavors.
Les algues heterocontes tenen cloroplasts envoltats per quatre membranes, les dues primeres envoltant directament el cloroplast i les altres dues al reticle endoplasmàtic cloroplàstid, de les que l'última membrana és contínua amb el reticle endoplasmàtic i amb la membrana nuclear. Aquesta disposició de les membranes suggereix que els cloroplasts dels heteroconts es varen obtenir des d'un eucariont simbiòtic, probablement una alga vermella. Els cloroplasts contenen típicament clorofil·les "a" i "c" i generalment el pigment associat fucoxantina que els dona un color marró-groguenc o verd-terròs.
La majoria dels heteroconts basals no estan acolorits, suggerint que aquests es varen separar abans de l'aparició dels cloroplasts en el grup. Tanmateix, també es troba en els haptòfits cloroplasts que contenen fucoxantina i hi ha certa evidència de què ambdós grups comparteixen un origen comú, i possiblement també els criptòfits. En aquest cas, l'heterocontòfit ancestral era una alga i tots els grups no acolorits varen patir la pèrdua dels cloroplastos.

#### Haptòfits
Els haptòfits (Haptophyta) són un grup d'algues unicel·lulars. Els seus cloroplasts es pigmenten de forma semblant a la dels heteroconts (com en les crisofícies), però es diferencien en la resta de l'estructura cel·lular, de manera que pot ser que siguin una línia evolutiva separada en la qual els cloroplasts es deriven d'endosimbiosis similars.
Les cèl·lules tenen típicament dos flagels lleugerament desiguals, que són llisos, i un únic orgànul denominat haptonema, que és superficialment similar a un flagel però que es diferencia del mateix en el conjunt de microtúbuls i en el seu ús. Els mitocondris tenen crestes tubulars.
Els hiptòfits més coneguts són els cocolitòfors (ordres dels cocolitals i isocrisidals), que tenen un exoesquelet de plaques calcàries denominades cocolitos. Constitueixen el fitoplàncton marí més abundant, especialment en mar obert i és extremadament abundant com a microfòssil. Altres haptòfits planctònics inclouen Chrysochromulina i Prymnesium, que periòdicament produeixen floracions algals marines tòxiques, i Phaeocystis que produeix floracions que poden generar una escuma desagradable que s'acumula sovint a les platges. Estudis moleculars i morfològics divideixen els haptòfits en cinc ordres.

#### Criptòfits
Els criptòfits (Cryptophyta) són un petit fílum d'organismes amb 24 gèneres que es troben en aigües marines i continentals. Són organismes unicel·lulars nus, amb dos flagels quasi iguals. Les cèl·lules són ovals i aplanades amb una mida de prop d'uns 10-50 μm. Poden aparèixer estats palmeloides o cocoides. Algunes espècies formen zooxanteles, és dir viuen com a simbionts d'animals.
Presenten un o dos plasts, amb pirenoides o sense. Els plastidis presenten els til·lacoides agrupats en parells, sense lamel·la cenyidora. Amb clorofil·la a i c; presenten α-carotens i xantofil·les, aloxantina dominant, tanmateix falta el β-carotè. Posseeixen pigments ficobilínics (ficocianina i ficoeritrina), però no es presenten en ficobilisomes, sinó a l'espai intratil·lacoidal, s'ha postulat el seu origen en la simbiosi amb cianòfits. com a material de reserva fan servir midó veritable, extraplastidial, associat amb plasts i el nucli.

### Alveolats
Els alveolats (Alveolata) són un dels principals fílums dels cromalveolats. N'existeixen tres grups principals, que són molt diferents en forma, però que estan relacionats des d'un punt de vista ultraestuctural i genètic. La característica compartida més notable és la presència d'alvèols corticals, vesícules planes disposades en una capa contínua que es recolza en la membrana, formant típicament un pel·lícula flexible. En els dinoflagel·lats formen sovint les plaques d'una armadura. Els alveolats tenen mitocondris amb crestes tubulars i els seus flagels o cilis tenen estructures distintives.

#### Dinoflagel·lats
Els dinoflagel·lats (Dinoflagellata, del grec dinos, girant i del llatí, flagellum, fuet) són un extens fílum d'alveolats flagelats. La majoria de les espècies són unicel·lulars i formen part del plàncton marí, si bé n'hi ha d'aigües dolces i de colonials. Les seves poblacions es distribueixen en funció de la temperatura, la salinitat i la profunditat. Al voltant de la meitat dels dinoflagel·lats són fotosintètics i constitueixen el grup més gran d'algues eucariotes a part de les diatomees. Com que són productors primaris, constitueixen una part important de la cadena alimentària aquàtica. Certes espècies fotosintètiques, les zooxantel·les, són endosimbiòtiques d'animals (corall, anemones i cloïsses) i eucariotes unicel·lulars marins, desenvolupant un important paper en la biologia dels esculls de corall. Altres dinoflagel·lats són depredadors d'altres eucariotes unicel·lulars i algunes formes són paràsites (vegeu per exemple, Oodinium i Pfiesteria). Alguns dinoflagel·lats són responsables de les marees roges, en les quals sintetitzen potents toxines.

#### Apicomplex

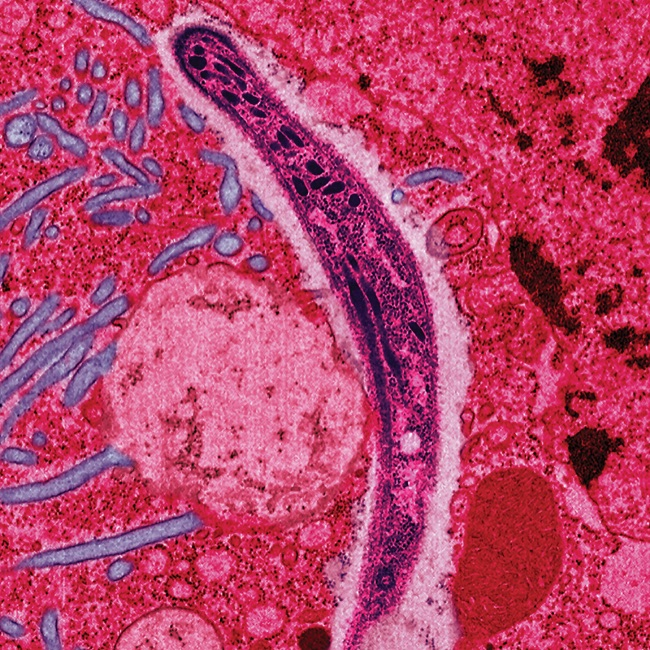
Plasmodium, l'apicomplex causant de la malària.

Els apicomplexos (Apicomplexa) són un extens grup de cromalveolats que es caracteritza per la presència d'un orgànul únic anomenat complex apical. Són unicel·lulars, formen espores i són exclusivament paràsits d'animals. Les estructures mòbils tals com els flagels o pseudòpodes estan absents excepte en certes etapes dels gàmetes. És un grup divers incloent a organismes com Coccidiasina, Gregarinasina, Piroplasmida, Haemogregarina i Plasmodiidae. Algunes malalties causades per aquests organismes són:
- Malària (Plasmodium)
- Babesiosi (Babesia)
- Coccidiosi, incloent:
  - Criptosporidiosi (Cryptosporidium parvum)
  - Ciclosporosi (Cyclospora cayetanensis)
  - Toxoplasmosi (Toxoplasma gondii)
  - Isosporiasi (Isospora belli)

La majoria dels seus membres té un cicle vital complex, implicant reproducció asexual i sexual. Normalment un hostatger es contamina ingerint quists, que es divideixen per produir els esporozous que entren en les cèl·lules. Les cèl·lules rebenten, alliberant merozoits que infecten noves cèl·lules. Això pot ocórrer diverses vegades, fins que produeixen gametocits, que donen lloc a gàmetes que es fusionen per crear quists nous. Hi ha moltes variacions en aquest patró bàsic, però, i molts apicomplexos tenen més d'un hoste.

#### Ciliats
Els ciliats o ciliòfors (Ciliata o Ciliophora) constitueixen un fílum del regne dels cromalveolats o dels protistes, segons es classifiqui. Els ciliats són un dels grups més importants d'eucariotes unicel·lulars, presents en quasi tots els llocs en els quals hi ha aigua: llacs, bassals, oceans i al sòl. Poden ser mòbils o sèssils i la majoria s'alimenta d'organismes petits (bacteris, o algues unicel·lulars) o de detritus, mentre que molts altres són ectosimbionts o endosimbionts, i alguns són paràsits obligats o oportunistes. Tendeixen a ser protozous grans, alguns assoleixen fins als 2 mil·límetres de longitud, i tenen una estructura complexa i organitzada.

### Excavats

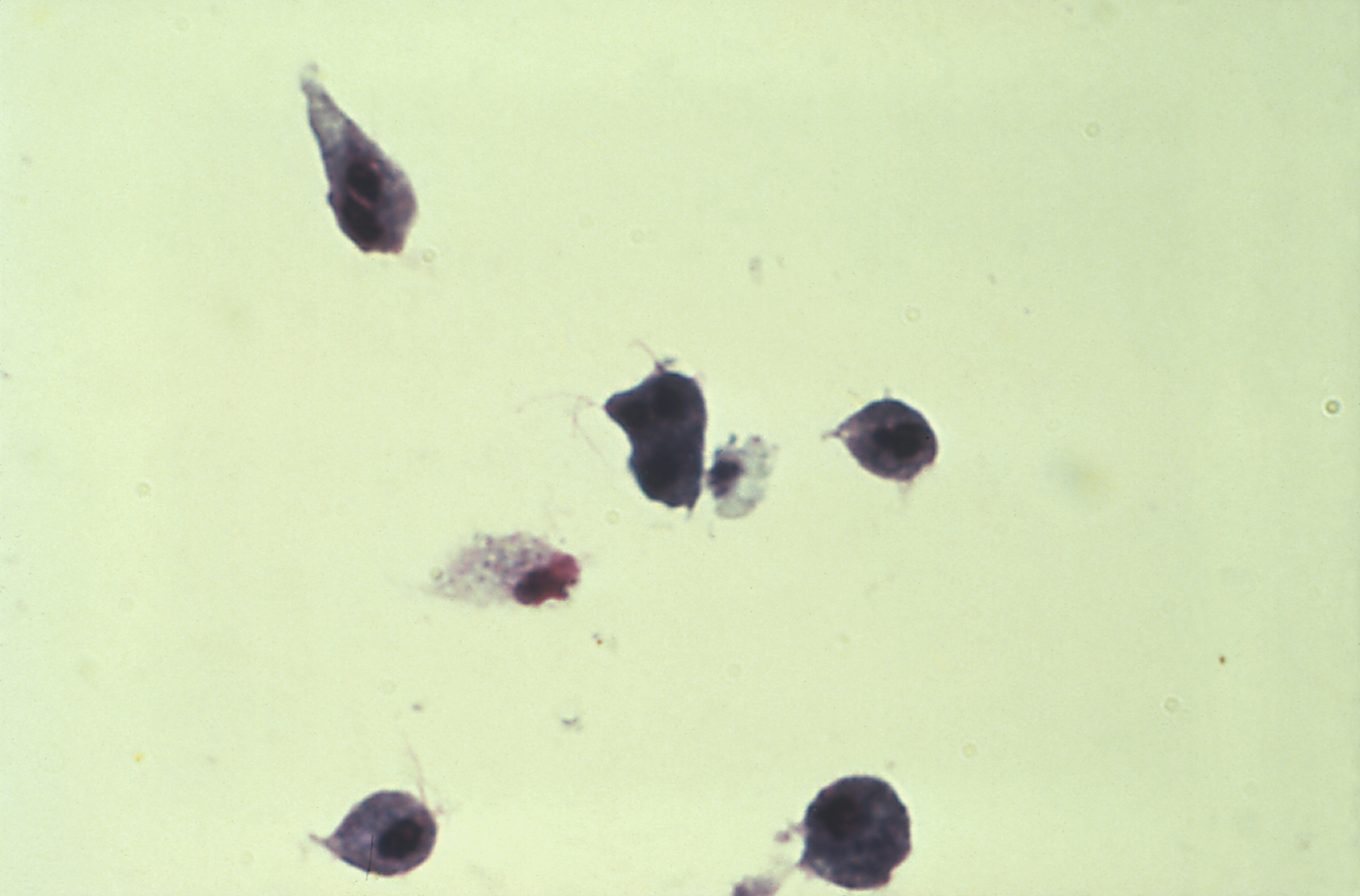
Trichomonas vaginalis.

Els excavats (Excavata) són un gran clade dintre dels eucariotes. El clade conté una gran varietat de formes de vida lliure i simbiòtiques, i inclou alguns paràsits importants entre els humans. Diversos excavats estan mancats dels clàssics mitocondris - aquests organismes estan sovint referits com a "amitocondriats", tot i que la majoria retenen un orgànul mitocondrial enormement modificat. D'altres tenen mitocondris amb crestes tubulars, discoïdals o en alguns casos planes. La majoria d'excavats tenen dos, quatre o més flagels i molts tenen una ultraestructura característica mantinguda per microtúbuls que els serveix per a l'alimentació. Tanmateix, hi ha diversos grups mancats d'aquests trets que són considerats excavats a causa de l'evidència genètica.

#### Euglenozous
Els euglenozous (Euglenozoa) són un grup gran de protozous flagel·lats. Inclouen una sèrie d'espècies de vida lliure comunes, així com alguns paràsits importants, alguns dels quals infecten els humans. N'hi ha dos subgrups principals, els euglènids i els cinetoplastidis. Els euglenozous són unicel·lulars, majoritàriament amb una mida de 15-40 µm, tot i que alguns euglènids assoleixen una llarga de fins a 500 µm.
La majoria d'euglenozous tenen dos flagels, que estan inserits paral·lelament l'un a l'altre en una butxaca apical o subapical. En algunes espècies, els flagels estan associats amb un citostoma (o "boca"), que es fa servir per ingerir bacteris o altres organismes petits. La boca és suportada per un d'entre tres conjunts de microtúbuls que sorgeixen de la base flagel·lar; els altres dos suporten les superfícies dorsal i ventral de la cèl·lula.

#### Percolozous
Els percolozous (Percolozoa) són un grup de protists no colorits, molts dels quals poden variar entre etapes ameboides, flagel·lades i cistos. La majoria viuen al sòl, l'aigua dolça o els excrements. N'hi ha formes marines i paràsites, incloent-hi l'espècie Naegleria fowleri, que pot arribar a ser patògena pels humans i sovint és fatal.

#### Metamònades

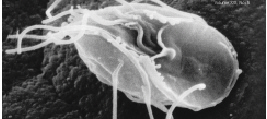
Giardia lamblia, un diplomònade paràsit.

Les metamònades (Metamonada) són un grup gran de protozous flagel·lats. La seva composició no ha estat determinada amb certesa, però inclouen les retortamònades, les diplomònades i possiblement també els parabasàlids i les oximònades. Aquests quatre grups són tots anaeròbics, i viuen principalment com a simbionts dels animals.

### Rizaris
Els rizaris (Rhizaria) són un dels principals fílums d'eucariotes unicel·lulars. Canvien considerablement de forma essent la majoria d'ells ameboides, amb psudòpodes filosos, reticulosos. Molts d'ells produeixen una closca o esquelet que pot ser relativament complex quant a estructura, i que compon la vasta majoria de fòssils eucariotes unicel·lulars. Quasi tots tenen mitocondris amb crestes tubulars.

#### Radiolaris
Els radiolaris (Radiolaria) són un grup de protozous ameboides que produeixen intricats esquelets minerals, típicament amb una càpsula central que divideix la cèl·lula en seccions internes i externes, anomenades endoplasma i ectoplasma. Es troben com zooplàncton a l'oceà, i a causa de la ràpida evolució de les seves espècies són importants com fòssils guia a partir del Cambrià. Radiolaris fòssils comuns són Actinomma, Heliosphaera i Hexadoridium.

#### Cercozou
Els cercozous (Cercozoa) són un grup de rizaris que inclouen la majoria de protozous ameboides o flagel·lats que s'alimenten per mitjà de pseudopodis filamentosos (filopodis).
La majoria són heteròtrofs però manquen de citostoma autèntic. Viuen al sòl (on són els eucariotes més nombrosos), a la mar o en aigua dolça. Alguns han esdevingut fotosintètics assimilant una alga verda.

#### Foraminífers
Els foraminífers (Foraminifera) són un subfílum de protozous rizaris que segreguen una closca de carbonat de calci dins la qual viu l'animal, constituït per una sola cèl·lula que emet pseudopodis. L'esquelet, extern, acostuma a estar enrotllat i dividit internament mitjançant envans o septes en cambres que es comuniquen. Es coneixen més de 200.000 espècies que formen 220 famílies i hi ha formes actuals i formes que es coneixen exclusivament a través dels fòssils. La mida dels foraminífers va de pocs micròmetres a més de 10 cm. Les formes petites s'anomenen microforaminífers i les grans macroforaminífers, essent aquests darrers característics de sediments carbonatats
d'aigües poc profundes.

### Arqueplàstids
Els arqueplàstids (Archaeplastida) són una de les línies principals dels eucariotes, comprenent els estreptòfits (entre els quals es troben els embriofitins) les algues verdes, les vermelles i un petit clade anomenat dels glaucòfits. Tots aquests organismes tenen plastidis envoltats per dues membranes, suggerint que es van desenvolupar directament de cianobacteris endosimbiòtics. En tots els altres grups, els plastidis estan envoltats per tres o quatre membranes i varen ser adquirits secundàriament d'algues verdes o vermelles. D'aquest grup, només les algues vermelles i els glaucòfits són considerats protists.

#### Rodòfits
Les algues vermelles o rodòfits (Rhodophyta) són organismes fotosintètics que contenen clorofil·la a i d. Presenten una gran diversitat de formes i grandàries. Es caracteritzen per l'absència de cèl·lules flagel·lades, la presència de pigments bilicromoproteids a ficobilisomes i l'absència de midó en els cloroplasts, usant com material de reserva el midó de florideas, els til·lacoides són simples (rodoplasts). La reproducció sexual per oogàmia, amb cèl·lules especialitzades, carpogonis i espermacions (pot faltar la sexualitat). Les algues vermelles són utilitzades en el sector alimentari i en el farmacèutic. En aquest el producte més comercialitzat és l'AGAR-AGAR.

#### Glaucòfits
Els glaucòfits (Glaucophyta) són un petit grup d'algues microscòpiques d'aigua dolça. Juntament amb les algues vermelles i les viridiplantes (algues verdes i plantes terrestres) formen el clade dels arqueplàstids. Tanmateix, l'estudi limitat dels glaucòfits és un dels motius que fan incertes les relacions dins d'aquest grup.

### Amebozous
Els amebozous (Amebozoa) eren un fílum de protozous semblants a l'ameba. La majoria són unicel·lulars, tot i que n'hi ha que són simbiòtics amb altres organismes. Actualment, amb les anàlisis genètiques ha estat desestimat per ser un grup parafilètic que inclou individus dels grups Entamoebidae, Lobosea i Mycetozoa.

### Coanozous

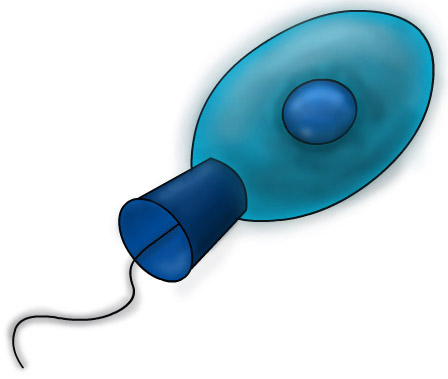
Un coanoflagel·lat.

Els coanozous (Choanozoa, del grec: χόανος (choanos) = "embut" + ζῶον (zōon) = "animal") és un fílum d'eucariotes unicel·lulars que pertany al clade dels opistoconts.
Sembla que són més propers als animals que els fongs, esdevenint de gran interès per a l'estudi dels orígens dels animals. De fet tenen una semblança prou important amb les cèl·lules flagel·lades de les esponges (coanòcits) com per què en més d'una ocasió s'hagin classificat com a animals.